# Грузовой трамвай Ленинграда

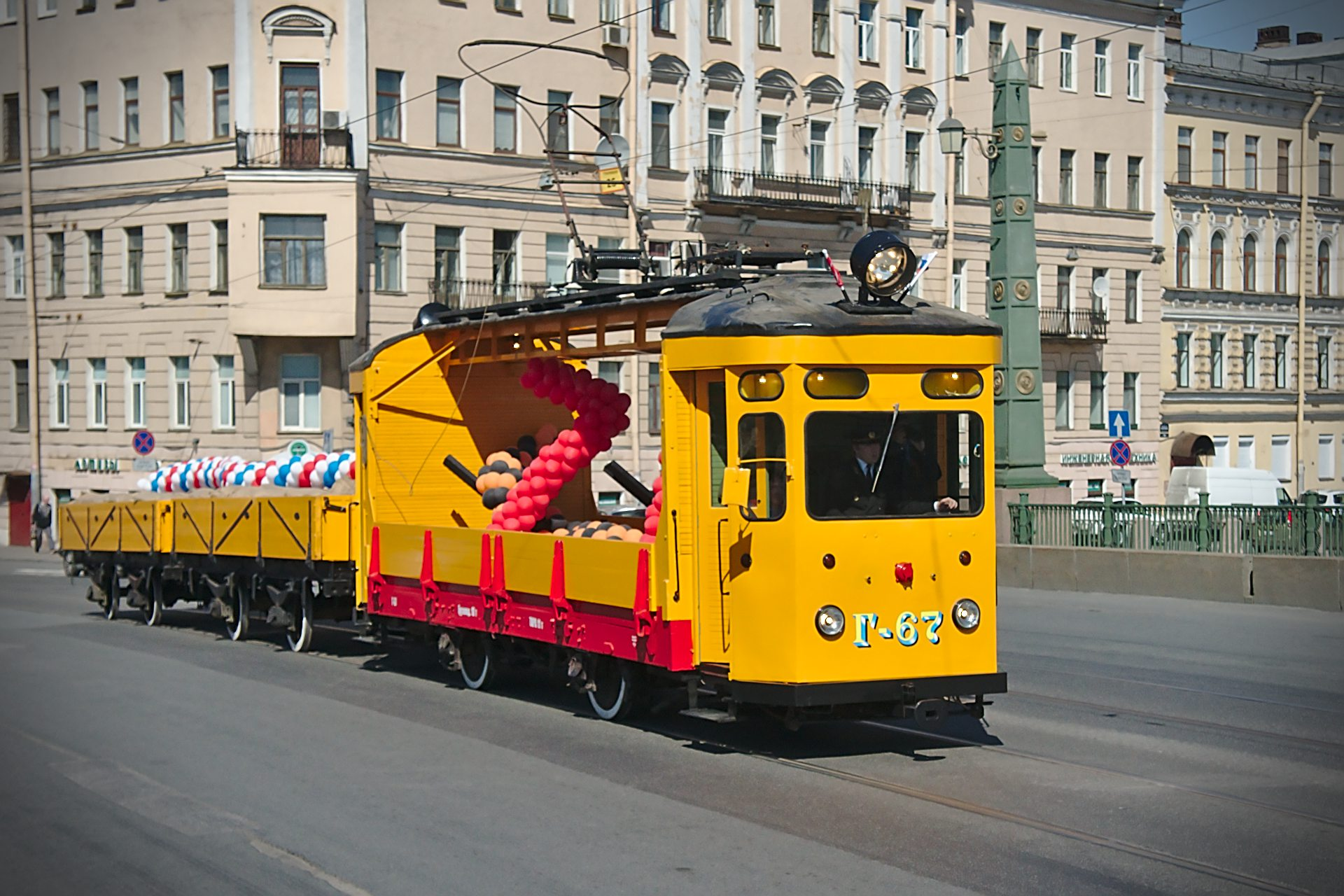
Вагон ГМу на параде трамваев в Санкт-Петербурге 9 мая 2015 года

Грузовой трамвай Ленинграда — вид городского грузового транспорта на основе путевого хозяйства традиционного пассажирского трамвая и особого подвижного состава для перевозок грузов и других задач, не связанных с перевозкой пассажиров. Получил особенное развитие в Ленинграде в эпоху социализма. Прекратил существование в конце 1990-х годов.

## Определения
В обиходе под грузовым трамваем могут подразумевать все виды поездов, движущихся по рельсам традиционного пассажирского трамвая с назначением иным, чем перевозка пассажиров. Помимо перевозки грузов сюда относят также специальную технику по обслуживанию и ремонту пути: снегоочистители, поливальные вагоны, путеукладчики и пр. Такого рода специальный подвижной состав имеется во многих крупных городских трамвайных сетях.
Собственно грузоперевозки средствами непассажирского трамвая распадаются на два крупных подтипа:
1. осуществляемые в соответствии с планами органа управления трамвайной сетью города в связи со строительством и ремонтом путей (рельсы, шпалы, балласт и пр.) и по его заказу
2. осуществляемые на коммерческой (платной) основе по заказам предприятий и организаций других отраслей хозяйства в связи с необходимостью отправки (получения) соответствующих грузов.

Если первый тип грузоперевозок известен в истории развития многих крупных трамвайных сетей, то второй является редким исключением, в котором именно ленинградский трамвай развил этот сервис до уровня особой подотрасли, включая массовую прокладку специальных грузовых трамвайных веток, а также создания самостоятельного грузового трамвайного парка.

## Специфические предпосылки становления грузового трамвая
Трамвайные грузовые перевозки получили в Ленинграде значительно большее развитие, чем в других городах СССР. Рассуждая о причинах особенно мощного развития грузового трамвайного движения именно в Ленинграде, ряд авторов указывает на затруднения, связанные с расположением города на островах дельты Невы, «куда трудно или практически невозможно подвести подъездные железнодорожные пути». Однако в истории экономики любого города прежде всего появляется завод, местоположение которого определяют по близости товарных железнодорожных станций, а не трамвая. Основная масса промышленных предприятий Петербурга в эпоху промышленного роста 1860-1913 года появилась в отсутствие трамвая: этот вид транспорта появился в столице Российской империи только в 1907 году, позже всех остальных крупных городов страны. Вместе с тем, как только наряду с пассажирами по трамвайным путям начали перевозить грузы, ряд предприятий, расположенных на Васильевском острове, острове Декабристов и отчасти на Петроградской стороне улучшили своё экономико-географическое положение: им предоставилась возможность использовать самый дешёвый, в расчёте на единицу веса груза, вид транспорта, а также перевозить по городу габаритные грузы, недоступные для гужевого и автомобильного транспорта 1920-х годов.
Хотя впервые грузовые трамвайные перевозки стали осуществляться в Петрограде со второй половины 1914 года, а в Москве с 1915 года, то есть в форс-мажорных обстоятельствах начала Первой мировой войны, основные достижения приходятся именно на ленинградский период грузового трамвая. Применительно к Ленинграду развитию грузового трамвая в советскую эпоху в основном способствовала та же группа предпосылок, что для грузового трамвая Москвы.

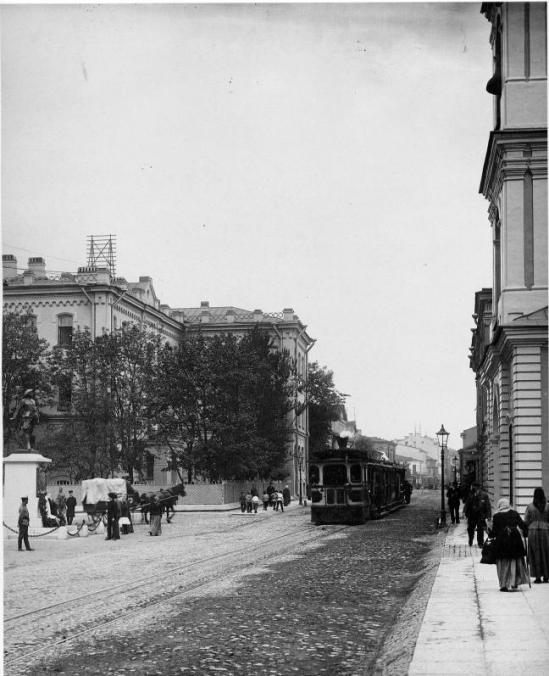
Петербургский паровик

Поздний старт городского трамвая в Петербурге имел и позитивную обратную сторону: при прокладке путей (а если они уже были проложены для конки, то для их замены) использовались местные путиловские рельсы, технические характеристики которых были выше, чем в других городах, а обходились они городу гораздо дешевле. Надо сказать, что усиленные рельсы начали прокладывать на улицах Петербурга задолго до начала трамвайного движения, так как помимо конки в городе также функционировал и «паровой трамвай». Разумеется, специальные танк-паровозы для предшественников трамвая на улицах Петербурга строил тот же Путиловский завод.
Путиловский завод сыграл огромную роль в первые десятилетия развития трамвая Петрограда-Ленинграда не только как поставщик рельсов (а также металлических шпал), но и подвижного состава. Первая проверка на прочность этого пути произошла накануне Первой мировой войны, когда в связи с задержкой открытия Финляндского вокзала была организована доставка некоторых срочных грузов по трамвайным путям через Литейный мост — правда, вёз эти составы не трамвай, а паровоз.
Ещё одна предпосылка бурного роста грузовых трамвайных перевозок, имевшего место в советском Ленинграде, возникла в прямой связи с другим детищем Путилова. Это — так называемая Путиловская ветвь и в целом весь Петербургский железнодорожный узел, сооружённые благодаря неутомимой деятельности этого русского промышленника и его последователей на благо становления Петербурга, как мощного, технологически современного экономического центра России. Именно Путиловская ветвь, соединив ранее разрозненные вокзалы города в единую сеть, дала мощный толчок развитию промышленных зон в городе по ходу своей трассы. Все возможные помехи, которые могло создавать расположение города в дельте, были устранены благодаря новым путепроводам, а на промышленное освоение дальних островов никто и не замахивался.
Именно вокруг путиловской, а в дальнейшем и других соединительных ветвей железнодорожного узла Петрограда-Ленинграда и возникли обширные складские территории, а также  предприятия, которые по ходу своего роста пришли к выводу о целесообразности и выгодности использования городской трамвайной сети для своих грузоперевозок. Среди предприятий, подключённых к этой сети, к Кировскому заводу, как изготовителю подвижного состава, в советское время добавился ещё и ВАРЗ — единственный завод в СССР, занимавшийся исключительно трамваестроением.
Физическая география низовьев и дельты Невы также заслуживает упоминания — но не как помеха, а в ряду специфических предпосылок развития грузового трамвая именно в Ленинграде. Это — практически плоский рельеф, обеспечивающий отсутствие значительных подъёмов и спусков по трассам городских улиц и проспектов.

## История грузовых трамвайных перевозок

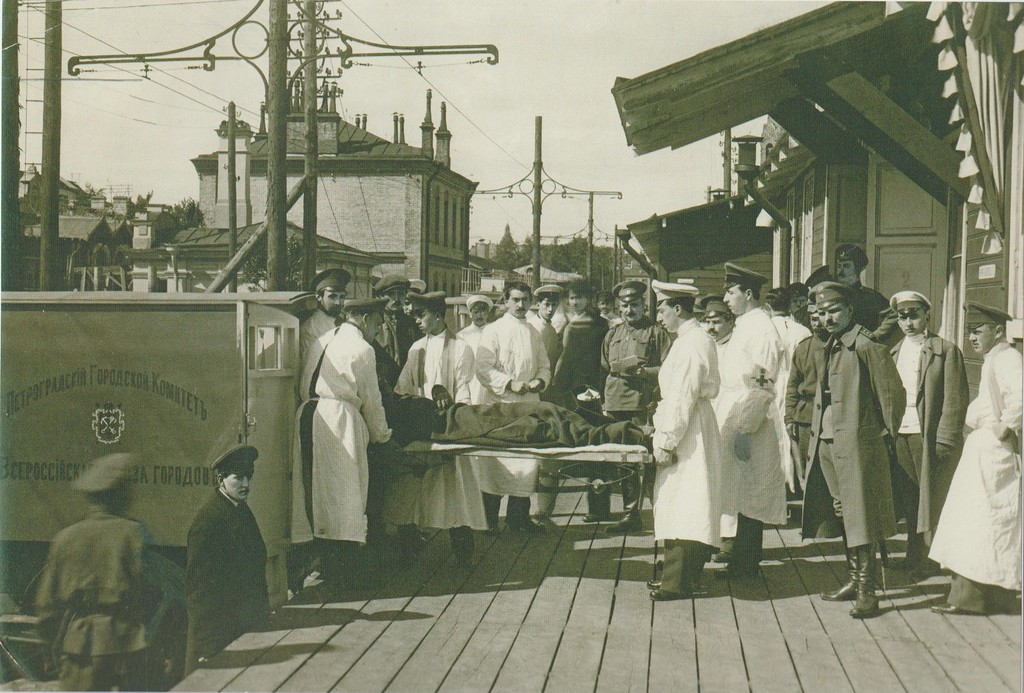
Перевозка раненых военных с Варшавского вокзала в госпиталь трамваем по линии, специально протянутой до товарной станции. 1915—1916 год

Петроград был первым городом России, где на базе трамвая был создан городской грузовой электротранспорт. Уже в первые недели после начала Первой мировой войны нехватка гужевого транспорта, вызванная мобилизацией, поставила под угрозу транспортировку грузов внутри города. Ветка, проложенная осенью 1914 года к Варшавской товарной станции, положила начало грузовому трамваю в России. Одновременно по ней была организована доставка раненых прямо с вокзала в госпиталь в специально переоборудованных для этого вагонах.
В первом своём варианте грузовой поезд состоял из двух платформ, прицепленных к моторному трамвайному вагону, выполнявшему роль локомотива. Грузоподъёмность платформ, которые оборудовали на базе вагонов конки, составляла 4 тонны. Помимо Московского парка, расположенного ближе всех к первой грузовой линии, некоторое время моторные вагоны для перевозок выделял также и Петроградский трамвайный парк. В дальнейшем эта функция полностью перешла Московскому парку, тем более, что первые специальные грузовые пути стали строиться поблизости от него.
Вторая грузовая ветвь была проведена в 1915 году по Киевской улице к складам Растеряева, известным в дальнейшей истории, как «Бадаевские склады». От Забалканского проспекта эта линия сворачивала на Киевскую улицу как раз напротив Альбуминной улицы, в конце которой, палаллельно путям Варшавской ж.д., впоследствии и разместился специальный грузовой трамвайный парк.
Понятие «разрухи», которое обычно ассоциируется с 1918—1921 годами, к грузовому трамваю советского Петрограда не относилось. Именно в эти годы были проложены новые грузовые ветки в торговый порт, на мельницу и хлебозаводы. Со второй половины 1918 года организовали перевозку на трамвайных вагонах почты. Для этого были выделены 10 вагонов и построены ветки: на Главный почтамт, ко всем вокзалам, к Центральной сортировочной посылочной экспедиции и к газетной экспедиции Главного почтамта. Перевозка почты трамваем была прекращена в ноябре 1922 года.
К концу 1921 года общая длина специального грузового пути достигла 13 км, а число 4-тонных грузовых платформ возросло ещё на 100. Среднегодовой объём перевозок в 1918—1921 гг. составлял около 250 тыс. тонн. И наоборот, когда с переходом к нэпу на улицы вновь вышли конкуренты-частные извозчики, в 1922 году перевозки упали до 200 тыс. т. Но уже со следующего года заявки на перевозки грузов трамваем стали расти вновь, и поэтому в 1927 г. Ленсовет принял решение построить трамвайную грузовую станцию на Горячем поле — то есть рядом с действующим парком Коняшина, в ведение которого одновременно передали все вопросы обслуживания грузовых перевозок. К концу 1929 года подвижной состав грузового трамвая вырос до 215 единиц.
На место 4-тонных платформ дореволюционных времён стали приходить 10-тонные. Благодаря этому за 1930 г. 40 трамвайных грузовых поездов перевезли 491,6 тысяч тонн грузов. Работы по созданию трамвайной грузовой станции на территории, непосредственно примыкавший и к товарной станции, и к пассажирскому парку имени Коняшина, продолжались несколько лет. К 1933 году протяжённость её путей выросла почти вдвое, достигнув 5,9 км, в том числе 3,6 км трамвайных и 2,3 км железнодорожных. Логическим завершением этого стало создание в 1934 году на этой материально-технической базе грузового трамвайного парка.
После списания морально устаревших дореволюционных платформ в конце 1940 года подвижной состав грузового трампарка состоял из 67 моторных и 177 прицепных грузовых платформ. Выпуск поездов на линию достиг 43, каждый грузоподъёмностью не менее 30 тонн. Помимо 10-тонных парк получил 2 платформы грузоподъёмностью 12 тонн и 12 платформ грузоподъемностью 15 тонн. Этими средствами за 1940 год было перевезено 1764,9 тыс. тонн грузов, из которых перевозки для собственных нужд трамвая составляли 370,3 тыс. тонн.
В годы блокады грузовой трамвай вновь стал основным видом грузового транспорта в городе. Даже после того, как из-за нехватки топлива для электростанции пришлось прекратить все пассажирские перевозки, грузовой трамвай продолжал свою службу, и перерыв в этих перевозках был минимальным. После снятия блокады прежде всего был проведён ремонт подвижного состава. Грузовой трампарк включился в перевозки, необходимые для восстановления города. К началу 1946 года трампарк практически вернулся к довоенным показателям — на линии ежедневно работали в среднем 42 трамвайных грузовых поезда.
В 1950 году трамвайные грузоперевозки достигли 1942,7 тыс. тонн, и в последующие годы сохранились на этом же уровне. Грузовой трампарк в 1956 году ежедневно выпускал на линию 47 поездов, которые обслуживали свыше 20 предприятий и организаций Ленинграда. Объём работ, выполненных парком за этот год, составил 40 тыс. железнодорожных вагонов.
Подвижной состав претерпел ряд качественных изменений. В 1948 году эксплуатацию были приняты саморазгружающиеся вагоны-самосвалы для сыпучих грузов, построенные силами самого грузового трампарка. Были построены первые саморазгружающиеся вагоны  грузоподъемностью 10 т. В 1953 году усовершенствованные вагоны этого типа были построены на вагоноремонтном заводе № 2. В 1955—1956 гг. ВАРЗ № 1 построил первый трамвайный грузовой поезд, состоящий из двухосных вагонов-самосвалов с гидравлическим приводом.
По состоянию на 1957 год грузовой трампарк располагал 68 грузовыми поездами общей грузоподъёмностью свыше 2 тыс. тонн. Многие годы грузовой трамвай оставался вне конкуренции со стороны автомобильного транспорта. Тариф на перевозки у трамвайщиков был в два раза меньше, чем у автомобилистов, а один трамвайный поезд грузоподъёмностью 30 тонн перевозил столько же груза, сколько 12 автомобилей ГАЗ-51 грузоподъёмностью по 2,5 тонны каждый.

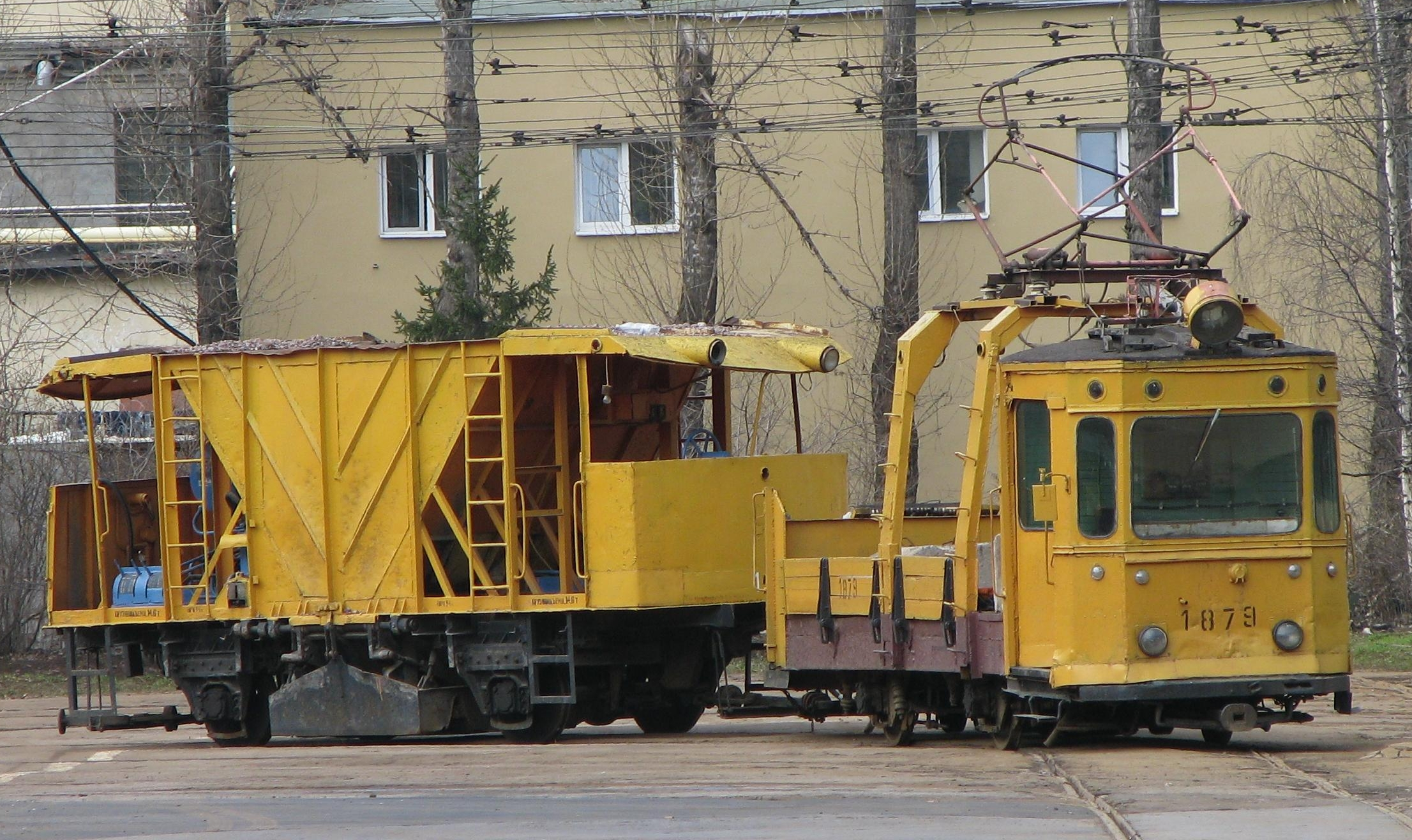
Грузовой трамвай с вагоном-дозатором.

В 1970-е годы в связи с начавшимся списанием «американок» ЛМ/ЛП-33 подвижной состав пополнился четырёхосными платформами с поворотными тележками. На них обычно перевозили готовые секции трамвайного пути к месту укладки.
Обслуживание предприятий грузовыми трамваями было прекращено в 1997 году. Последним обслуживаемым предприятием был «Севкабель», имеющий базу на правом берегу Невы на территории грузовой станции «Нева».
Несколько экземпляров грузового трамвая сохранились в Музее городского электрического транспорта и Службе пути.

## Ленинградский грузовой трамвайный парк
Адрес: Московский проспект, 77. 59°54′06″ с. ш. 30°18′55″ в. д.
Грузовой трамвайный парк имени Красуцкого, наряду с грузовым трамвайным депо в Бутырках в Москве — уникальный прецедент создания специального трамвайного парка исключительно для обслуживания подвижного состава непассажирского трамвая. Необходимость наличия такого узкоспециализированного предприятия в трамвайном хозяйстве Ленинграда была следствием бурного развития трамвайных грузоперевозок и парка соответствующей техники в городе в годы первых пятилеток.
Парк, получивший впоследствии имя трамвайщика, героя Великой Отечественной войны Евгения Ивановича Красуцкого (1918-1944), был создан в 1935 году. Для его размещения была выбрана территория бывшего Горячего поля в Московском районе, между территорией Варшавской железной дороги и Международным (ныне Московским) проспектом. Новый грузовой парк создавался к северу от депо трамвайного парка № 1 имени Коняшина — одного из старейших в городе, который начал свою историю ещё как парк вагонов конки. Наличие рядом действующего трамвайного парка, конечно, сыграло свою роль — тем более, что грузовые трамваи появились в этом парке вагонов ещё до 1935 года, и первым этапом создания парка им. Красуцкого было продление путей из парка Коняшина на север. Однако главной причиной выбора для грузового трампарка именно этого места, а не какого-либо другого из действующих парков города, было его расположение посередине между двумя интенсивно загруженными железнодорожными направлениями: Витебским и Варшавским.
Выезд из парка с востока, в сторону Московского проспекта, выводил на Киевскую улицу, по правую (южную) сторону которой раскинулись Бадаевские склады — крупнейшая погрузо-разгрузочная складская зона, которая впоследствии вошла в историю Ленинграда и его блокады. По Киевской улице к складам шла специальная грузовая трамвайная ветка с несколькими ответвлениями.
С западной стороны парки имени Коняшина и имени Красуцкого соседствовали с товарной железнодорожной станцией Санкт-Петербург — Варшавский. Здесь, помимо разветвлённой сети трамвайных путей вдоль складских помещений вперемежку с железнодорожными, около грузового парка существовал гейт трамвайной и железнодорожной сетей.
Как самостоятельная хозяйствующая организация, грузовой трамвайный парк имени Красуцкого просуществовал до 1971 года, когда из соображений общей тенденции на создание объединений в промышленности и транспорте, его объединили с трамвайным парком № 1. На перевозках грузов это не отразилось; грузовой трамвай Ленинграда продолжал развиваться и расти вплоть до 1991 года, когда в условиях новой экономической системы, т.н. «перехода рынку» и курса на демонтаж промышленности в городской черте он потерял всех заказчиков перевозок. Вплоть до закрытия грузового трамвайного движения в 1997 году, уже в современном Петербурге трамвайные грузопоезда обслуживали исключительно собственные потребности по подвозу материалов для ремонта путей.

## Крупнейшие участники сети перевозок
Узлы сети внутригородских трамвайных перевозок распадаются на следующие основные группы отправителей и получателей грузов
- Товарные станции вокзалов
- Крупнейшие, часто многопрофильные склады, опосредующие движение грузов, реализуемых в порядке оптовой торговли
- Предприятия-производители товаров, отправляемых получателям в городе и за его пределами
- Предприятия-потребители грузов, поступающих в город извне и реализуемых им либо через промежуточные склады, либо в порядке получения непосредственно на товарных станциях
- Грунтоотвалы (элемент инфраструктуры городского хозяйства)

Для работы с этими заказчиками перевозок городская трамвайная сеть прокладывает специальные подъездные пути. Отходя от трамвайных путей общего пользования, эти подъездные пути заходят на территорию соответствующих предприятий, где для грузовых трамваев организуются и оборудуются погрузо-разгрузочной техникой платформы (площадки).
Почти все крупные и многие среднего размера промышленные предприятия, а также многие железнодорожные станции в черте города получили в советское время трамвайные пути заходившие в грузовые дворы. Перевозки осуществлялись как между предприятиями (например, медный прокат с завода «Красный Выборжец» на Выборгской Стороне на завод «Севкабель» на Васильевском Острове), так и между предприятиями и грузовыми железнодорожными станциями.
Другая перевалка грузов происходила на правом берегу Невы, в районе Уткиной заводи: к железнодорожной станции «Нева» подходила грузовая ветка. Кроме того, все предприятия Васильевского острова, Петроградской стороны и многих других районов обслуживались, в основном, грузовыми трамваями.
Гигантские Бадаевские склады были важным трамвайным грузовым терминалом с заездом по Заозёрной и Киевской улицам.
Балтийский завод вообще имел не только внешнюю грузовую ветку, которую сняли в начале XXI века, но и целую внутреннюю грузовую трамвайную сеть, остатки которой ещё можно видеть в районе Косой и Кожевенной линий Васильевского острова.
Услугами грузовых трамваев пользовались не только такие промышленные гиганты, как завод «Вулкан», завод Калинина, завод «Большевик», Ленинградский Металлический завод, но и сравнительно скромные кондитерские, прядильные и писчебумажные фабрики. Балтийский завод до сих пор имеет связь с железнодорожной сетью посредством парома от железнодорожной станции «Новый Порт» на Гутуевском острове.

### Товарные станции вокзалов и порты
| Наименование товарной станции или порта | Год начала работы линии | Год окончания работы линии | Прохождение трассы | Примечания |  |
| --------------------------------------- | ----------------------- | -------------------------- | --- | --- |  |
| Ленинград-Варшавский-Товарный           | 1915                    | 1993                       | Однопутное ответвление от кольца «Варшавский вокзал» на разветвлённую сеть товарной станции со стороны Обводного канала, за церковью у Варшавского вокзала | После закрытия церкви в ней размещались службы грузового трамвайного парка. Фрагменты рельсов сохранялись вплоть до строительства жилого комплекса «Галактика» |  |
| Ленинград-Финляндский-Товарный          | 1930                    | 1960                       | Однопутный выезд на Боткинскую улицу | |  |
| Ленинград-Финляндский-Товарный          | 1930                    | 1960                       | Однопутный выезд по Нейшлотскому переулку на Лесной проспект                                                                                               | |  |
| Ленинград-Витебский-Товарный            | 1929                    | 1961                       | Двухпутная линия по Лиговскому проспекту от Расстанной до Тосиной улицы                                                                                    | |  |
| Ленинград-Московский-Товарный           | 1914 (?)                | 1951                       | Однопутный выезд по Полтавской улице на Невский проспект                                                                                                   | |  |
| Речная пристань на Песочной набережной  | 1928                    | 1960                       | Двухпутный выезд по Барочной улице к Песочной набережной (продолжение линии к трамвайному парку имени Скороходова)                                         | Осуществлялась перегрузка грузов с барж на трамваи |  |
| Перевоз Домбаля (Пальменбахский)        | 1908                    | 1952                       | Тупик кольца «Перевоз Домбаля» | |  |

### Крупнейшие склады
| Наименование товарной станции                   | Год начала работы линии | Год окончания работы линии | Прохождение трассы | Примечания                                                                                       |
| ----------------------------------------------- | ----------------------- | -------------------------- | --- | ------------------------------------------------------------------------------------------------ |
| Бадаевские склады                               | 1915                    | 1980                       | 2 однопутных выезда на Киевскую ул., однопутная линия по Киевской ул. до Московского пр. и однопутная линия по Заозёрной ул. до наб. Обводного канала | По состоянию на июнь 2008 года у перекрёстка улиц Киевской и Заозёрной сохранились куски рельсов |
| Угольный склад на чётной стороне Киевской улицы | 1918                    | 1970                       | Однопутный выезд на Киевскую ул., однопутная линия по Киевской ул. до Московского пр. и однопутная линия по Заозёрной ул. до наб. Обводного канала    |                                                                                                  |

### Организации инфраструктуры
| Наименование                                    | Год начала работы линии | Год окончания работы линии | Прохождение трассы | Примечания |
| ----------------------------------------------- | ----------------------- | -------------------------- | --- | ---------- |
| 1-й Медицинский институт                        |                         | 1951                       | Однопутное ответвление от оборотного кольца «Площадь Льва Толстого» по набережной реки Карповки и территории института в район морга |            |
| Больница на территории Александро-Невской лавры |                         |                            | Однопутное ответвление от кольца на площади Александра Невского на территорию больницы, заканчивалась оборотным кольцом              |            |
| Главпочтамт                                     | 1918                    | 1950                       | Однопутная линия: Почтамтская улица — Исаакиевская площадь — Адмиралтейский проспект                                                 |            |
| Главная водопроводная станция                   | 1930                    | 1941                       | Однопутный выезд по Таврической улице к Шпалерной улице                                                                              |            |

### Промышленные предприятия
| Наименование предприятия или его местоположение                                                 | Годы начала работы линии | Год окончания работы линии | Прохождение трассы линии | Примечания |
| ----------------------------------------------------------------------------------------------- | ------------------------ | -------------------------- | --- | --- |
| Завод «Большевик»                                                                               | 1927                     | 1993                       | Однопутная линия по проспекту Обуховской Обороны от улицы Грибакиных к воротам № 2 Обуховского завода (в районе автобусной остановки «Музей истории Обуховского завода») | Являлась частью довоенной линии в село Рыбацкое (в годы войны линия была разрушена, восстановлен был только её фрагмент до завода). Участок линии по проспекту демонтирован в 2002 году, на заводской территории — позже |
| Завод «Вулкан»                                                                                  | 1934                     | 1995                       | Однопутное ответвление по Новоладожской улице от одноимённого оборотного кольца, поворот на территорию завода                                                            | Являлась частью довоенной линии на Петровский остров (после ответвления к заводу «Вулкан» она продолжалась и заканчивалась тупиком у моста). Остатки линии сохранялись до первой половины 2008 года                      |
| Калинкинский пивоваренный завод                                                                 | 1931                     | 1970                       | Однопутное ответвление от Рижского проспекта на территорию завода | |
| Кожевенный завод имени Радищева                                                                 |                          | 1990-е                     | Однопутное ответвление от крайнего пути оборотного кольца «Детская улица» на территорию завода                                                                           | |
| Завод «Красная Бавария»                                                                         | 1934                     | 1970                       | Однопутное ответвление по Новоладожской улице от одноимённого оборотного кольца, поворот на территорию завода                                                            | Являлась частью довоенной линии на Петровский остров. Остатки линии сохранялись до 1995 года |
| Завод имени Козицкого                                                                           | 1930-е                   | 1980-е                     | Однопутное ответвление от 8-й линии В. О. в арку дома 83 корпус 1 | |
| Завод «Севкабель»                                                                               |                          | 1997                       | Двухпутная линия по Детской улице от одноимённого оборотного кольца, далее однопутная линия по заводской территории, Кожевенной линии и снова по заводской территории    | На территории завода была самая большая в городе грузовая трамвайная сеть |
| База завода «Севкабель» на территории станции Нева                                              | 1967                     | 1997                       | Двухпутное ответвление от проспекта Большевиков незадолго до оборотного кольца «Станция Нева»                                                                            | Демонтирована в 2002 году. По состоянию на май 2023 года у одного из ангаров на территории базы сохранялся путь |
| Фабрика «Красное Знамя»                                                                         | 1934                     | 1995                       | Однопутное ответвление от Корпусной улицы к дому 32 | Остатки линии на тротуаре у въездных ворот сохранялись до 2018 года |
| Фабрика «Красное Знамя»                                                                         | 1934                     | 1995                       | Однопутное ответвление к зданиям на нечётной стороне Пионерской улицы | |
| Завод «Красный Треугольник»                                                                     | 1930                     | 1960                       | Однопутное ответвление с набережной Обводного канала на территорию завода                                                                                                | |
| Кирпичный завод № 1                                                                             | не ранее 1931            | не позднее 1961            | Однопутное ответвление от Московского проспекта к деревянному цеху кирпичного завода (ныне — вестибюль станции метро «Парк Победы»)                                      | |
| Кондитерская фабрика имени Самойловой                                                           | 1933                     | 1971                       | Однопутная линия по ул. Писарева до ул. Декабристов | |
| Бумажная фабрика имени Горького                                                                 |                          |                            | Однопутный въезд с Уральской улицы | На 2023 год путь на территории бывшей фабрики так и не демонтирован |
| ТЭЦ № 1                                                                                         |                          |                            | Однопутное ответвление от Загородного проспекта напротив Витебского вокзала                                                                                              | |
| Товарная станция Охта                                                                           | 1929                     | 1960                       | Однопутная петля с выездами на оборотное кольцо «Охта» и на Среднеохтинский проспект                                                                                     | В районе станции Охта имелись три ответвления на близлежащие заводы |
| между Полюстровским проспектом, проспектом Маршала Блюхера и Лабораторной улицей                | 1930                     | 1960                       | Однопутный выезд на Свердловскую наб. | |
| в Басковом переулке рядом с улицей Маяковского                                                  | 1928                     | 1955                       | Однопутная линия: Басков пер. — ул. Маяковского — ул. Некрасова | |
| Сапёрный переулок рядом с улицей Маяковского                                                    | 1928                     | 1955                       | Однопутная линия: Сапёрный пер. — ул. Восстания | |
| Сапёрный переулок рядом с улицей Радищева                                                       | 1928                     | 1955                       | Однопутная линия: Сапёрный пер. — ул. Радищева — ул. Некрасова | |
| между Свердловской набережной, шоссе Революции, Большеохтинским проспектом и проспектом Шаумяна | 1930                     | 1955                       | Конечная станция — петля — однопутная линия: выезд к Полюстровскому пр. — Полюстровский пр. — Пл. Калинина                                                               | |
| между Феодосийской улицей, улицей Жукова, Пискарёвским проспектом и Свердловской набережной     | 1930                     | 1960                       | Однопутный выезд к перекрёстку ул. Жукова и Пискарёвского пр. | |

### Грунтоотвалы, карьеры
| Местоположение грунтоотвала                        | Год начала работы линии | Год окончания работы линии | Прохождение трассы | Примечания |
| -------------------------------------------------- | ----------------------- | -------------------------- | --- | --- |
| Петергофское шоссе у улицы пограничника Гарькавого | 1929                    | 1990-е                     | Тупик кольца «Улица Пограничника Гарькавого» | |
| Весёлый Посёлок                                    | 1968                    | 1981                       | Однопутное ответвление по Дальневосточному проспекту в районе улицы Антонова-Овсеенко, далее двухпутная линия примерно до улицы Подвойского, заканчивающаяся кольцом | Изначально использовалась как трамвайный полигон, позже как площадка отстоя списанных вагонов. Остатки линии сохранялись до 1990-х годов                                               |
| Петергофское шоссе у ЛЭМЗ                          | 1975                    |                            | Однопутное ответвление на запад незадолго до кольца «ЛЭМЗ» | Демонтирована в 2005 году |
| Яшумовский песчаный карьер                         | 1907                    | 1963                       | Двухпутное ответвление от Политехнической улицы на улицу Жака Дюкло, однопутная линия с разъездом и четырьмя тупиками в карьере                                      | Песок из Яшумовского карьера вывозился трамваями в том числе на литейное производство. С увеличением добычи песка трамвайная сеть в карьере также разрасталась. Ныне — Ольгинский пруд |